# Dwóch mnichów (obraz Fritza Dietricha)
Dwóch mnichów – obraz olejny namalowany przez niemieckiego malarza Fritza Dietricha w drugiej połowie XIX wieku w Monachium, znajdujący się w zbiorach Muzeum Sztuki Mieszczańskiej będącego oddziałem Muzeum Miejskiego Wrocławia.

## Opis
Płótno Dietricha przedstawia dwóch mnichów w ciemnym wnętrzu (prawdopodobnie) klasztornej piwnicy z małym okienkiem przez które wpada światło. Znajdują się przy beczce na której stoi metalowy dzban a obok beczki stoi lichtarz z do połowy wypaloną świecą; w tle znajdują się ciemnobrązowe drzwi. Mnich siedzący na drewnianym taborecie to opat zakonu na co wskazuje jego ubiór: biały habit z fioletowym kapturem, pasem i piuską na głowie. Ujęty z profilu i zwrócony w lewą stronę, trzyma w prawej dłoni kieliszek z żółto-złotym winem (być może mszalnym) a lewą dłoń z wyprostowanym palcem wskazującym ma lekko uniesioną ku górze. Drugi uśmiechający się pucułowaty mnich w brązowym habicie i niebieskim fartuchu, ujęty en face, trzyma w prawej dłoni kieliszek wina. Zamiarem sympatycznie wyglądających zakonników jest rozpoczęcie degustacji trunku i ciekawość jego smaku, na co wskazuje gest opata.